# Dichaetomyia vumbana
Dichaetomyia vumbana är en tvåvingeart som beskrevs av Fritz Isidore van Emden 1942. Dichaetomyia vumbana ingår i släktet Dichaetomyia och familjen husflugor.
Artens utbredningsområde är Zimbabwe. Inga underarter finns listade i Catalogue of Life.